# مؤامرة هجوم فورت ديكس 2007
تضمنت مؤامرة هجوم فورت ديكس عام 2007 مجموعة من ستة رجال مسلمين أدينوا بالتآمر لشن هجوم على أفراد الجيش الأمريكي المتمركزين في فورت ديكس، نيو جيرسي. كان الهدف المزعوم للمجموعة هو "قتل أكبر عدد ممكن من الجنود".
تم القبض على الرجال من قبل مكتب التحقيقات الفيدرالي في 8 مايو 2007، وتمت مقاضاتهم في المحكمة الفيدرالية في أكتوبر 2008. في 22 ديسمبر 2008، أدين خمسة بتهمة التآمر لارتكاب جريمة قتل في نواياهم لقتل الأفراد العسكريين الأمريكيين. تلقى أربعة أحكام بالسجن مدى الحياة، في حين تلقى أحدهم 33 سنة في السجن. ويعتقد ان العضو المتبقي كان له دور صغير في المؤامرة وحكم عليه بالسجن لمدة خمس سنوات بسبب جرائم تتعلق بالأسلحة.
يتهم البعض مكتب التحقيقات الفيدرالي بالوقوع في الشرك، مشيرين إلى أن مخبري مكتب التحقيقات الفيدرالي خلقوا المؤامرة. استخدم مكتب التحقيقات الفيدرالي اثنين من المدانين كمخبرين مدفوعي الأجر في القضية، أحدهم كان يكافح الترحيل. ويستأنف الأخوان الثلاثة دوكا. وبسبب المخطط تم الإشارة إلى الأخوة دوكا الثلاثة، شنوير، وعبد الله، باسم خمسة فورت ديكس.

## أعضاء المجموعة
- دريتان دوكا (28 سنة) وشاين دوكا (26 سنة) وإليفير دوكا (23 سنة) من الألبان الإثنيين من ديبار، وهي حاليا جمهورية مقدونيا. دخلت عائلة دوكا الولايات المتحدة بشكل غير قانوني عبر المكسيك في أكتوبر 1984. في عام 1989، تقدم الأب فيريك دوكا بطلب اللجوء إلى دائرة الهجرة والتجنس واعترف بدخول الأسرة غير القانوني إلى البلاد.[8]

كان لدى الأخوة تاريخ من المواجهات مع الشرطة. بين عامي 1996 و2006، اتهمت شرطة تشيري هيل دريتان وشاين دوكا بعدد من الجرائم غير النظامية، بما في ذلك حيازة الماريجوانا، والسلوك غير السليم، والطوف خلسة، وإزعاج السلام، وعرقلة إدارة القانون. تم تغريمهم بين 20 و830 دولار في مناسبات مختلفة وأرسلوا إلى منازلهم، وفقا لسجلات المحكمة. كما تم إصدار الإخوة الثلاثة حوالي 50 استشهادًا مروريًا بين عامي 1997 و2006 – أكثر من 20 من قبل شرطة شيري هيل – للإسراع، والقيادة بدون تراخيص، والقيادة أثناء وجودهم في القائمة المعلقة، والفشل في المثول أمام المحكمة، وغيرها من التهم.
في المحكمة، اعترف مخبر مكتب التحقيقات الفيدرالي المركزي محمود عمر بأن شاين ودريتان لم يعرفا عن خطة مهاجمة فورت ديكس. بعد سبع سنوات من المحاكمة، قال عمر: "ما زلت لا أعرف لماذا آل دوكا في السجن". في نهاية المطاف تم دفع عمر 238،000 دولار لدوره في القضية. جميع الإخوة دوكا يقضون عقوبات بالسجن مدى الحياة.
- كان محمد إبراهيم شنوير (22 عاما)، صهر إليفير دوكا، وهو سائق سيارة أجرة فلسطيني من الأردن، مواطنا متجنسا في الولايات المتحدة. إنه يقضي عقوبة بالسجن مدى الحياة.
- عمل سردار تتار، المولود في تركيا، في مطعم بيتزا لأبيه.[10] يقضي حكما بالسجن لمدة 33 عاما.
- قال أغرون عبد الله، وهو ألباني إثني من كوسوفو، إنه قدم تعليمات للأسلحة للمجموعة. عمل في سوبر ماركت ShopRite في بلدة بوينا فيستا، نيو جيرسي.[11][12][13] وأقر بأنه مذنب في تهمة مخففة بالتآمر لتوفير أسلحة نارية وذخيرة للأجانب المقيمين بصورة غير مشروعة،[14] وأطلق سراحه في عام 2009.

## التحضير
قام الرجال الستة برحلة إلى جبال بوكونوس، حيث يزعم أنهم مارسوا إطلاق "أسلحة شبه آلية" في نطاق إطلاق النار في غولدسبورو، بنسلفانيا. يتم تشغيل نطاق الرماية، في ولاية بنسلفانيا لعبة الأرض 127، من قبل كومنولث بنسلفانيا. سجلت مجموعة من عشرة رجال لقطات فيديو لأنفسهم يطلقون الأسلحة ويصرخون الله أكبر. كما سجلوا أنفسهم يتزلجون، يلعبون كرات الطلاء، ويركبون الخيول في رحلتهم إلى بوكونوس. جادل الدفاع أنه لم يكن فيديو تدريب إرهابي.
في 31 يناير 2006، أخذ الرجال الفيديو إلى سيركويت سيتي في جبل لوريل، نيو جيرسي لتحويله إلى قرص فيديو رقمي. بعد مشاهدته، قام موظفان من المتجر، براين مورجنسترن وآخر لم يتم تسميته في لائحة الاتهام، بتنبيه السلطات، التي بدأت تحقيقاً شاملاً.
تسلل مخبر من مكتب التحقيقات الفيدرالي إلى المجموعة لجمع المعلومات. وقد ضبطت السلطات الفدرالية تخطيط المجموعة على شريط فيديو وصوتي. كما تدربوا في تشيري هيل، نيو جيرسي. وقال المدعي العام الأمريكي كريس كريستي (الذي انتخب فيما بعد حاكم ولاية نيوجيرسي) إن أحد المشتبه بهم تمكن من رسم خريطة مفصلة لفورت ديكس من الذاكرة.
استمر الرجال في العمل في وظائفهم. عمل الأخوة دوكا، إليفير، دريتان، وشاين (ألبان) في ترميم الأصطح. شغل كل من أغرون عبد الله (ألباني) وسردار تتار (مهاجر قانوني تركي) ومحمد إبراهيم شنوير (مواطن أمريكي من الأردن) مجموعة متنوعة من الوظائف، بما في ذلك كسائق سيارة أجرة وبائع في 7-Eleven.
ووفقاً لتقارير إخبارية، فإن خمسة من الرجال الذين تم اعتقالهم كانوا يعتزمون مهاجمة قاعدة فورت ديكس العسكرية وقتل أكبر عدد ممكن من الجنود. واتهم الرجل السادس، عبد الله، بالمساعدة والتحريض على حيازة الأسلحة النارية من قبل الإخوة دوكا.

## وصلات خارجية
- إصدار وزارة العدل الأمريكية الرسمي حول القضية